# Габес (футбольный клуб)
«Габес» (фр. Avenir Sportif de Gabès, араб. المستقبل الرياضي بقابس‎) — футбольный клуб из города Габес, Тунис. Клуб создан в 1978 году, домашние матчи проводит на Муниципальном стадионе Габеса, вмещающим 15 000 зрителей. Клубными цветами служат зелёный и белый.
Принципиальным соперником «Габеса» является клуб из того же города Габес — «Стад Габесьен»

## Достижения клуба
- Лига 2
  - 1984 (Южная группа)
- Лига 3
  - 1980 (Юго-восточная группа), 1987 (Вторая южная группа), 1993 (Первая южная группа)